# Fernando Ramallo
Fernando Ramallo (Madrid, 3 d'abril de 1980) és un actor espanyol.

## Biografia
Es va criar en el barri d'Argüelles, a Madrid. Un dels actors revelació del cinema espanyol, va començar en el món del cinema per casualitat, colant-se en un càsting que cap a David Trueba en l'institut Joaquín Turina de Madrid. El jove va demostrar grans qualitats com a actor en el seu paper de Tristán a La buena vida. El seu reconeixement va arribar a l'any següent amb una nominació als Premis Goya com a millor actor revelació per Carreteras secundarias. Tres anys després va ser Ramón a El corazón del guerrero i Dani a Krámpack, un dels seus millors papers en la pantalla.
Un dels seus últims treballs va ser en la superproducció El cor de la terra: en ella destaca pel seu canvi físic i la seva gran capacitat interpretativa, i treballa al costat de Catalina Sandino i Sienna Guillory. Posteriorment va arribar la pel·lícula Casi 40, també de David Trueba.
També ha treballat en sèries de televisió com London Street, Ellas son así o Diez en Ibiza. Va tenir gran èxit amb les sèries Hay alguien ahí y Víctor Ros.

## Filmografia

### Cinema
- Casi 40 (2018)
- Sexykiller, morirás por ella (2008)
- El cor de la terra (2007)
- WC (curt) (2005)
- Mola ser malo (curt) (2005)
- Donde nadie nos ve (2005)
- Condon Express (2005)
- A + (Amas) (2004)
- Seres queridos (2003)
- El despropósito (2004)
- Entre abril y julio (2002)
- El lado oscuro (2002)
- Algunas chicas doblan las piernas cuando hablan (2001)
- Año cero (2001)
- Krámpack (2000)
- El corazón del guerrero (2000)
- La cartera (2000)
- Cero en conciencia (2000)
- La mujer más fea del mundo (1999)
- Paréntesis (1999) (curt)
- Discotheque (1999)
- El nacimiento de un imperio (1998)
- Carreteras secundarias (1997)
- La buena vida (1996)

### Televisió
- London Street
- La boda
- Love story
- Moder no hay más que guan
- Yo zoy ingléz
- A las once en casa
- A flor de piel
- Ellas son así
- Ahora o nunca: episodi de la sèrie Ellas son así (1999).
- Catering de amor
- Cocinando con su enemigo
- Cosas de mujer
- Crisis, ¡qué crisis!
- No hay más preguntas
- Aquí no hay quien viva (Cap. Érase un premio)
- Diez en Ibiza
- XII Edició dels Premis Goya (Co-Presentador, 2008)
- Hay alguien ahí
- Víctor Ros

### Teatre
- La noche del oso (2005), dirigida per Ernesto Caballero.
- Madame Bovary (2012), dirigida per Magüi Mira segons l'adaptació d'Emilio Hernández. Teatro Bellas Artes
- Solicitud de amistad pendiente (2013), dirigida per José Luis Sixto i Álex Mendibil, Sala Tú
- Amor (2013), dirigida per Jorge Naranjo. Sala Tú